# 七岔犄角的公鹿
《七岔犄角的公鹿》是乌热尔图1981年创作的短篇小说，1982年发表于《民族文学》第5期。作品描写鄂温克族少年在一次出猎中打伤了一只七岔犄角的公鹿。这只受伤的公鹿在被追猎中忘了自己的痛苦而护卫同类。这使少年十分感动，不惜遭继父毒打，在两次追猎中均放跑了这只公鹿，并帮它战胜了狼群。少年对公鹿的爱心终于感动了继父。获1982年全国优秀短篇小说奖。